# Engenthal (Elfershausen)
Engenthal ist ein Gemeindeteil des Marktes Elfershausen im unterfränkischen Landkreis Bad Kissingen in Bayern.

## Geographische Lage
Das Kirchdorf Engenthal liegt südöstlich von Elfershausen und ist von Weinbergen umgeben. Nördlich von Engenthal verläuft die Bundesstraße 287, die in nordöstlicher Richtung nach Euerdorf und Bad Kissingen und in südwestlicher Richtung nach Hammelburg führt sowie kurz vor Langendorf mit der Bundesautobahn 7 die Anschlussstelle Hammelburg 97 bildet. Die A 7 verläuft westlich von Engenthal in Nord-Süd-Richtung.

## Geschichte
Die erste belegte Erwähnung des Ortes stammt aus einer Verkaufsurkunde aus dem Jahr 1234, als Mechtildis von Henneberg, die Witwe Heinrichs von Trimberg, Engenthal sowie weitere Güter an das Hochstift Würzburg veräußerte. Die Einwohner des Ortes standen ursprünglich in Diensten der Burgherren der Trimburg.
Einziger Lebensunterhalt für die Bevölkerung Engenthals, deren Wachstum sich auf Grund eines Mangels geeigneter Anbauflächen in Grenzen hielt, blieb der Weinanbau.
In den Jahren 1722 bis 1727 entstand unter Michel Ströhlein die Engenthaler St.-Valentin-Kirche. Der Hochaltar der Kirche wurde im Jahr 1740 erbaut.
Am 1. April 1971 wurde Engenthal im Zuge der Gebietsreform in Bayern ein Gemeindeteil von Elfershausen.